# Lizzie (mascota paralímpica)
Lizzie es la mascota oficial de los Juegos Paralímpicos de Sídney 2000, que se celebraron en Sídney en octubre de 2000. Es un lagarto de cuello con volantes.